# Nando (Ort)
Nando ist eine Ortschaft in Uruguay.

## Geographie
Sie befindet sich auf dem Gebiet des Departamento Cerro Largo in dessen Sektor 4 am Gajo del Arroyo Chuy, einem linksseitigen Nebenfluss des südlich verlaufenden Arroyo Chuy. Nando liegt südsüdwestlich von Mangrullo und westlich von Centurión.

## Einwohner
Nando hatte bei der Volkszählung im Jahre 2011 13 Einwohner, davon sieben männliche und sechs weibliche.
| Jahr | Einwohner |
| ---- | --------- |
| 1963 | 72        |
| 1975 | 66        |
| 1985 | 27        |
| 1996 | 29        |
| 2004 | 14        |
| 2011 | 13        |

Quelle: Instituto Nacional de Estadística de Uruguay